# Sclopetaspis malawica
Sclopetaspis malawica är en insektsart som beskrevs av Abraham Munting 1970. Sclopetaspis malawica ingår i släktet Sclopetaspis och familjen pansarsköldlöss.
Artens utbredningsområde är Malawi. Inga underarter finns listade i Catalogue of Life.